# Бандак (озеро)
Бандак (норв. Bandak) — озеро в муниципалитетах Квитесэйд и Токке, фюльке Вестфолл-и-Телемарк, Норвегия. Площадь поверхности Бандака — 26,7 км². Площадь его водосборного бассейна — 2545,7 км². Размеры озера — 27 на 1,7 км. Средняя глубина составляет 121,3 метр, максимальная — 322 метра, что делает Бандак седьмым по глубине озером в Норвегии. Лежит на высоте 72 м над уровнем моря.
Озеро является частью канала Телемарк, относится к водоразделу Шиен. Река Токке впадает в озеро; вытекает река Штрауман, впадающая в Квитейдватн.
Окружён горами, которые достигают высоты около 900 метров над уровнем моря. На западе находится город Дален, на севере — Лордаль, на юге — Бандаксли.
В озере обитают трёхиглая колюшка, обыкновенный сиг, арктический голец, европейская ручьевая минога, обыкновенный гольян, американская палия, речной окунь.